# 永顺州
永顺州，中国古代的州。
五代置，治所在今湖南省永顺县东南。宋朝时为羁縻州，属荆湖北路。辖境相当今永顺县一带。元朝至元中改置为永顺路，后改永顺保靖南渭安抚司。至大三年（1310年），改永顺等处军民安抚司。至正十一年（1351年）升宣抚司，属四川等处行中书省。明朝洪武二年（1369年），复为州。十二月置永顺军民安抚司。洪武六年（1373年）十二月，升永顺军民宣慰使司，属湖广行省，寻改属都司。领三州，六长官司。清朝时升为永顺府。